# تایلر اسپندل
تایلر اسپندل (به انگلیسی: Tyler Spindel) یک کمدین، بازیگر و کارگردان فیلم آمریکایی است. او بیشتر به خاطر کارش در فیلم‌های پدر سال (۲۰۱۸) خانم اشتباهی (۲۰۲۰)، قانون شکنان (۲۰۲۳) و تا حدودی باردار (۲۰۲۵) شناخته شده است.